# اسیران (فیلم ۱۹۹۴)
اسیران (به انگلیسی: Captives) فیلمی محصول سال ۱۹۹۴ و به کارگردانی آنجلا پوپه است. در این فیلم، بازیگرانی همچون: جولیا اورموند، تیم راث، مارک استرانگ، شیوان ردموند، پیتر کاپالدی، کالین سالمون و آنت بدلند ایفای نقش کرده‌اند.